# Georgi Petkanow
Georgi Petrow Petkanow, bułg. Георги Петров Петканов (ur. 1 listopada 1947 w Smolanie, zm. 1 maja 2015 w Sofii) – bułgarski prawnik, nauczyciel akademicki i polityk, specjalista w zakresie prawa finansowego i podatkowego, prorektor Uniwersytetu Sofijskiego im. św. Klemensa z Ochrydy, poseł do Zgromadzenia Narodowego, w latach 2001–2005 minister spraw wewnętrznych, od 2005 do 2007 minister sprawiedliwości, sędzia Sądu Konstytucyjnego.

## Życiorys
Ukończył studia prawnicze na Uniwersytecie Sofijskim im. św. Klemensa z Ochrydy. W latach 1972–1974 pracował jako prokurator w Dewinie. Następnie zajął się działalnością naukową na macierzystej uczelni. W 1983 uzyskał doktorat, w 1989 objął stanowisko docenta, a w 1996 został profesorem. Autor licznych publikacji prawniczych, specjalizował się w prawie finansowym i podatkowym. Był redaktorem naczelnym czasopisma „Sywremenno prawo”, udzielał się również w sądownictwie arbitrażowym. W latach 1991–1995 pełnił funkcję dziekana swojego macierzystego wydziału, następnie do 1997 zajmował stanowisko prorektora uniwersytetu.
Do 1989 należał do Bułgarskiej Partii Komunistycznej. Ponownie w działalność polityczną zaangażował się w 2001. Stanął na czele sztabu wyborczego Narodowego Ruchu Symeona Drugiego, który w wyborach parlamentarnych w 2001 otrzymał 42,7% głosów, a następnie wraz z Ruchem na rzecz Praw i Wolności uformował rząd Symeona Sakskoburggotskiego. Georgi Petkanow został wybrany na deputowanego 39. kadencji, a w lipcu 2001 objął urząd ministra spraw wewnętrznych. W wyborach w 2005 z powodzeniem ubiegał się o poselską reelekcję na 40. kadencję. W sierpniu tegoż roku dołączył do gabinetu Sergeja Staniszewa z Bułgarskiej Partii Socjalistycznej jako minister sprawiedliwości. W czerwcu 2007 złożył dymisję, nie uzgadniając jej wcześniej z premierem ani z liderem swojej partii. W 2008 został wybrany w skład bułgarskiego Sądu Konstytucyjnego.